# Санта-Энграсия (аббатство)
Аббатство Санта-Энграсия (исп. Real Monasterio de Santa Engracia) было монастырём в Сарагосе, Арагон, Испания, созданным для размещения мощей святой Энграции и многих мучеников Сарагосы. Традиционно датой основания аббатства считается 392 год, что связано с путешествиями святого Павла. Считалось, что церковь была расположена на месте мученической смерти Энграции.
Сегодня в церкви Санта-Энграсия-де-Сарагоса сохранились только склеп и часть фасада. Монастырь был разрушен во время осад Сарагосы (в 1808 и 1809 годах) Наполеоном Бонапартом, которым арагонская столица подверглась во время Пиренейских войн. Верхняя обитель сохранилась, но была снесена в 1836 году. Монастырь был известен своей богатой архитектурой в стилях исабелино и ренессанса.

## История

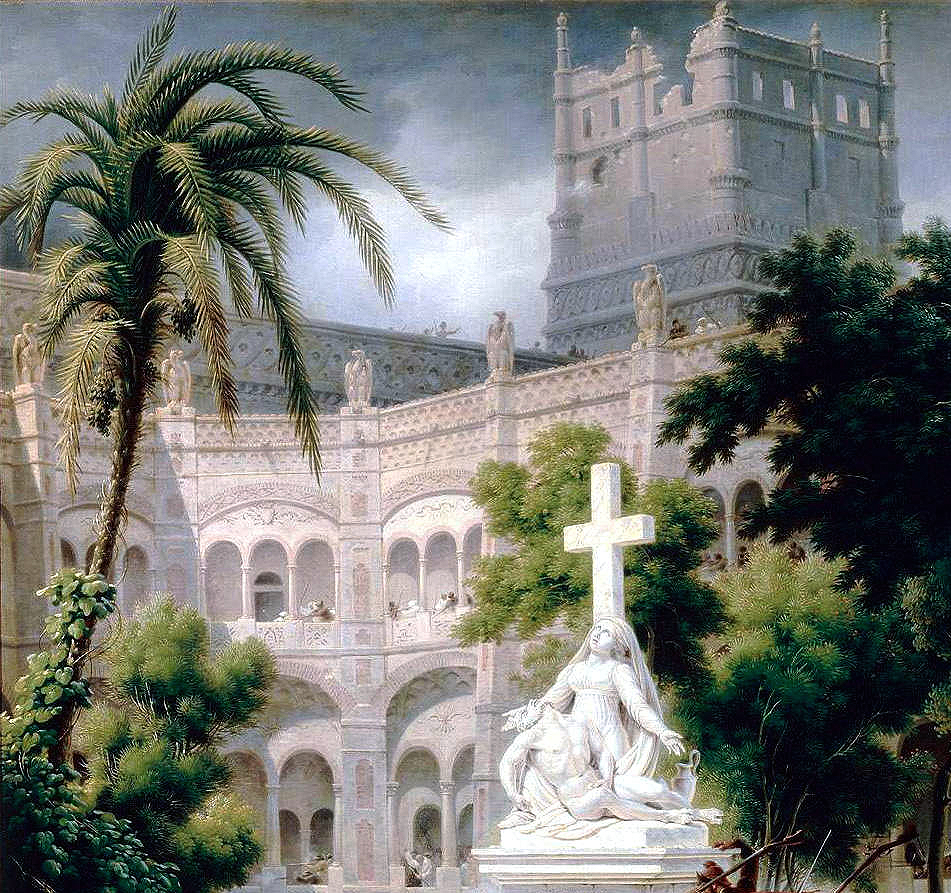
Аббатство до его разрушения. Рисунок Луи-Франсуа Лежена.

После издания Миланского эдикта над могилой на кладбище мучеников было построено аббатство. Некоторые приписывают его основание святому Павлину Ноланскому во время его паломничества в Сарагосу в 392 году. Монахи, возможно, первоначально следовали уставу Святого Августина, прежде чем приняли устав святого Бенедикта. В VII веке монастырь процветал; оттуда пришли два прославленных прелата: Евгений II Толедский и Иоанн Сарагосский. Браулио из Сарагосы сменил своего брата Иоанна и продолжал поддерживать и защищать аббатство. Работа монастыря продолжалась и во время мусульманского правления.
Во время Синода Хака (1063) епископ Сарагосский Патерно, с явного согласия духовенства, передал монастырь и церковь Святой Энграции и Святой Мессы епископству Уэски. Это было подтверждено в булле 1121 года папой Григорием VII. 

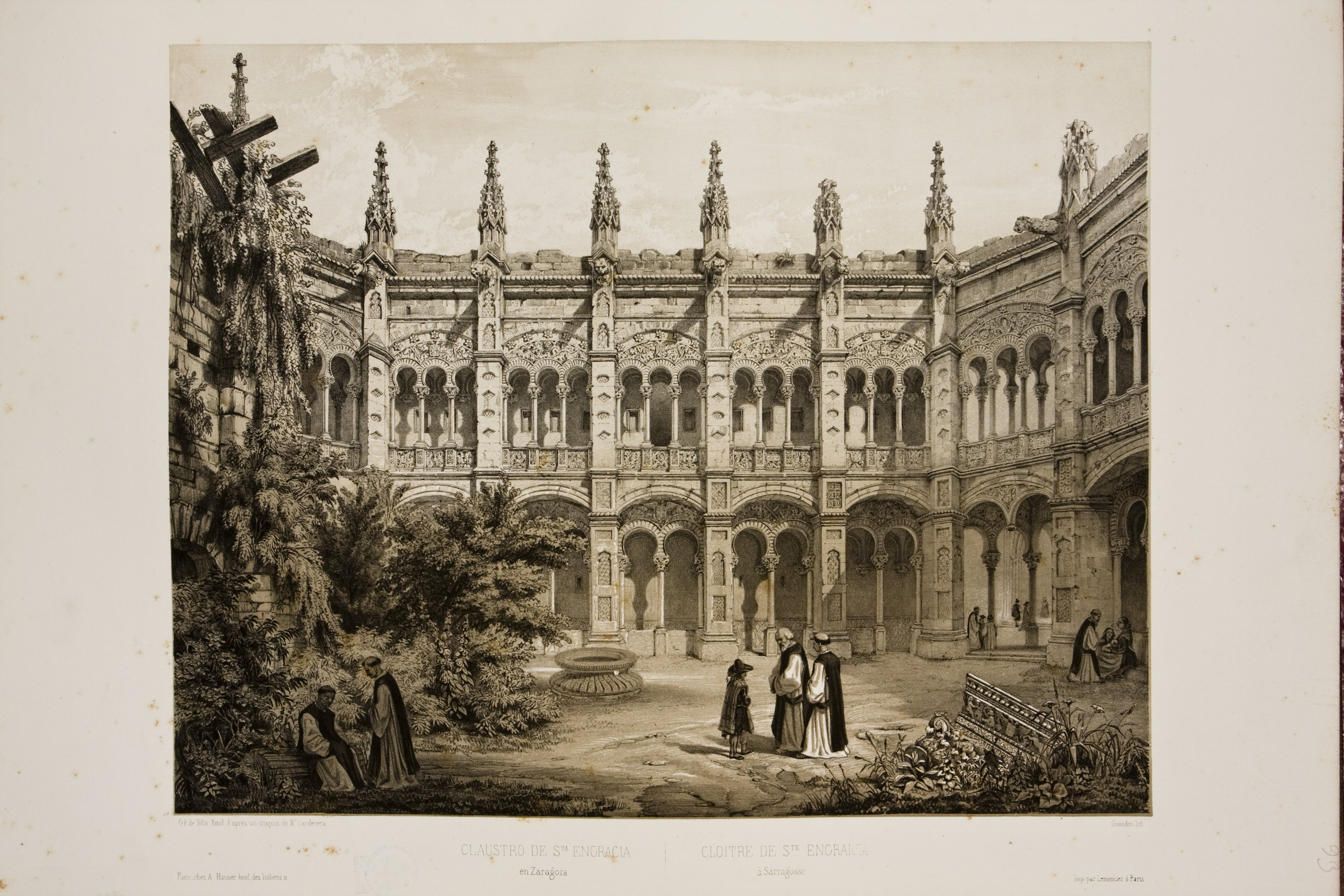
Санта-Энграсия, верхняя обитель. Рисунок Дженаро Переса Вильяамила и Альфреда Гесдона, 1834 год. Большая часть этого монастыря пережила французские осады (см. последнее изображение).

Раскопки 1389 года обнаружили тела святых Энграции и Луперкула в двух нишах с указанием имён, которые могли быть размещены там мосарабами, перезахоронившими их. Поклонение Святой Энграции усилилось после того, как король Арагона Хуан II приписал исцеление своей катаракты чудесному гвоздю, являющимся реликвией её мученичества. Он завещал своему сыну Фердинанду II восстановить монастырь. Фердинанд основал там монастырь иеронимитских монахов. В 1493 году, в день святой Энграции, монахи вступили во владение монастырём и провели богослужения в присутствии Фердинанда и королевы Изабеллы.
Здание было восстановлено примерно в 1755 году архитектором Хуаном Морланесом из Бискайи, работа которого была профинансирована доном Клементе Санчесом де Орельяна-и-Риофрио, уроженцем города Кито.
Со временем бо́льшая часть готического здания была отремонтирована, но всё было разрушено в ночь на 14 августа 1808 года в результате ужасных взрывов, потрясших Сарагосу, когда французы начали вторую осаду.

## Архитектура

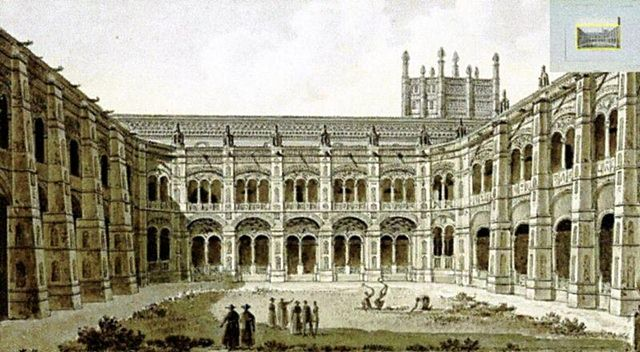
Нижний монастырь Санта-Энграсия до французских осад. Картина Луи-Франсуа Лежена.

Одними из самых известных памятников этой церкви были алтарная картина и часовня вице-канцлера Арагона Антония Августина, отца архиепископа Таррагоны, носившего то же имя, который были выполнены с большой тщательностью знаменитым Берругете. Рядом с гробницей Августина похоронен знаменитый писатель и историк Херонимо Сурита-и-Кастро, чья эпитафия гласила:
HlERONlMO ZURITAE MlCHAELlS F. GABRIELIS N. CE-
SAR -AUGUSTANO HISTORIAE ARAGONAE DILIGEN-
TÍSIMO AC ELECTO SCRIPTORI. PATRI B. M.
HIERONIMUS F. POSSUIT. VISIT ANNOS
LXVII. MENSIS XI OBIIT CESARAUGSTAE III NON. NOVEMB. MDLXX.
В клуатре была большая галерея, украшенная огромными мраморными колоннами, где находились скульптуры и картины великих мастеров. Здесь была гробница летописца Арагона, Херонимо де Бланкаса, который умер 11 декабря 1590 года. Роспись главного алтаря и другие церковные росписи были выполнены Франциско Байеу. Всё, что осталось - знаменитый фасад из мрамора и алебастра в стиле платереско, судя по всему, работы Диего Морланеса, сыну Хуана, первого скульптора.

## Галерея

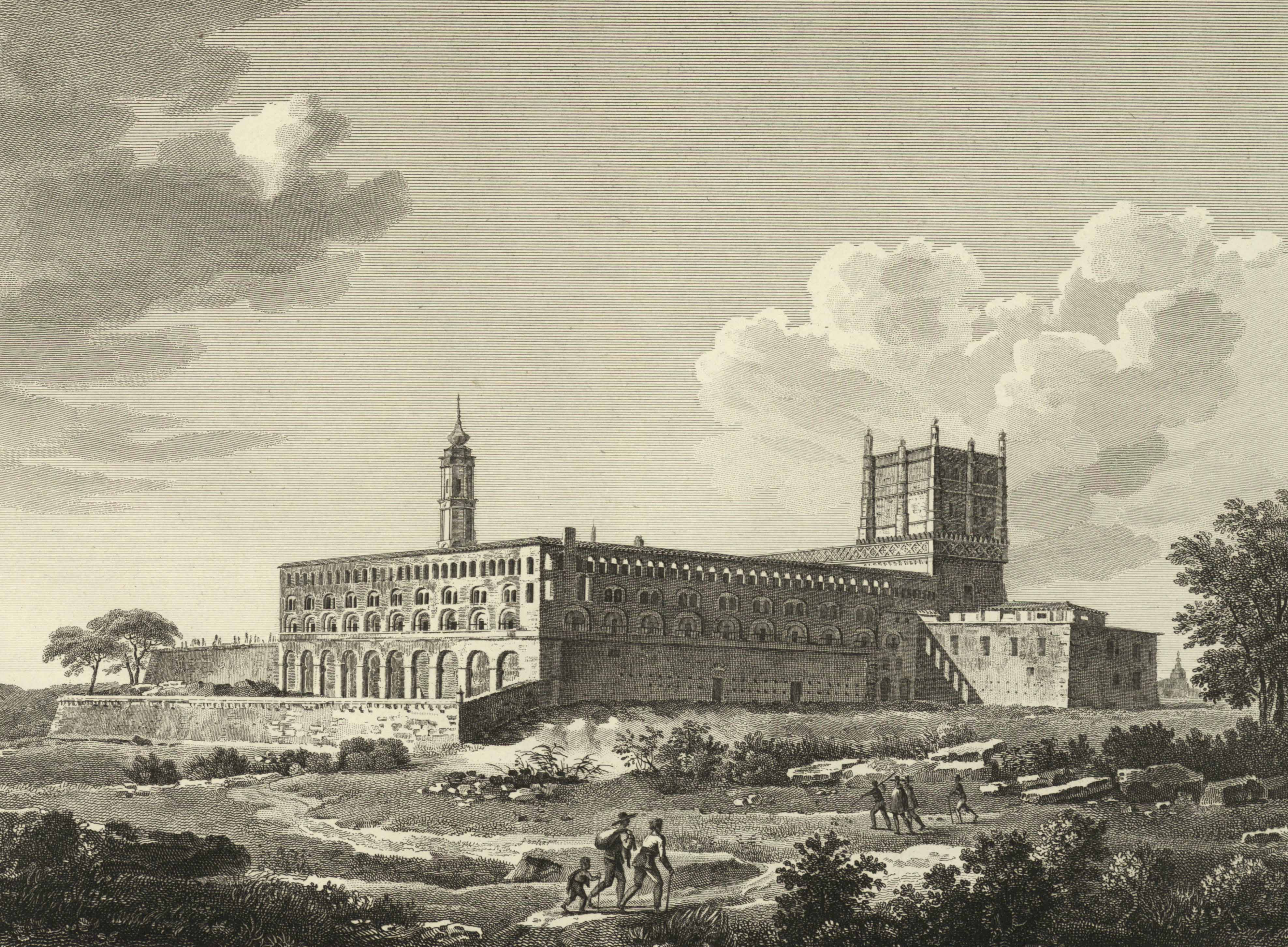
Монастырь Святой Энграции до французских осад (опубликовано в работе Voyage pittoresque et Historique de l'Espagne)
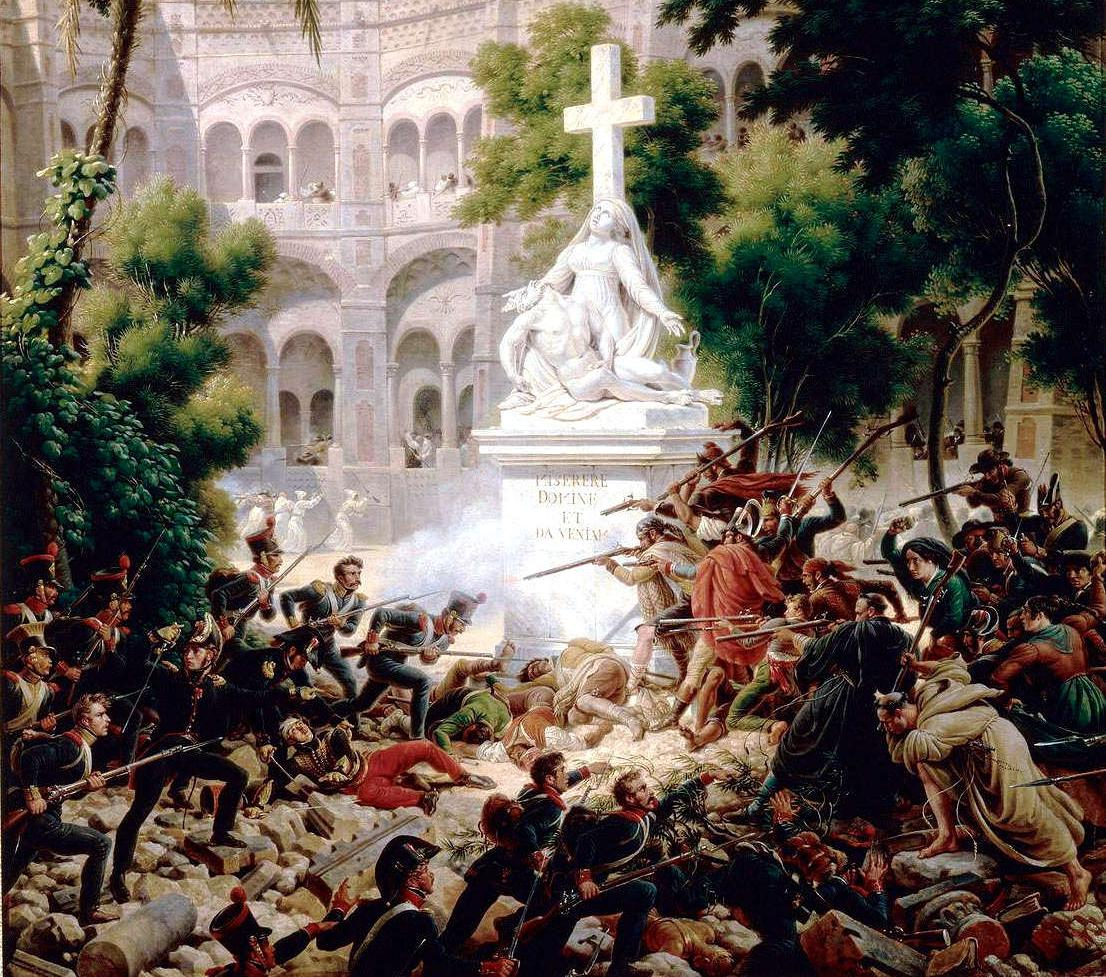
Осада Сарагосы (1809). Картина генерала Луи-Франсуа Лежена впервые была показана в 1809 году. Находится в Версальском музее. На ней Лежен отобразил ужасный характер войны в Испании. По обе стороны от статуи «Mater dolorosa» французы атакуют партизан и испанских монахов.
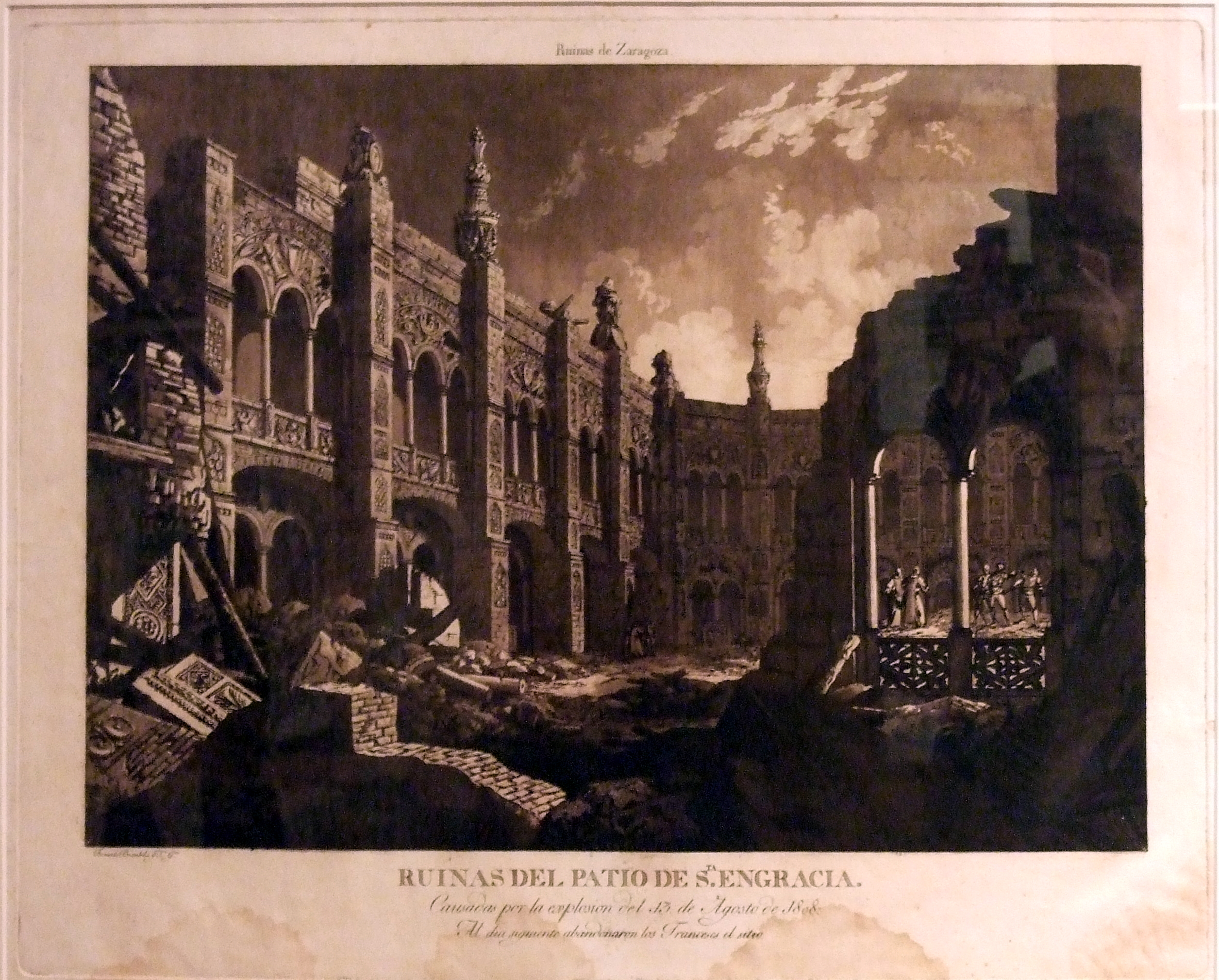
Руины двора Санта-Энграсия (1808-1813) итальянца Фернандо Брамбилы и испанца Хуана Гальвеса в их работе «Руины Сарагосы» (книга была посвящена зданиям, которые были разрушены после наполеоновских осад города)